# آنتونیو لوپز (بازیکن فوتبال، زاده ۱۹۸۱)
آنتونیو لوپز (انگلیسی: Antonio López؛ زادهٔ ۱۳ سپتامبر ۱۹۸۱) یک بازیکن فوتبال اهل اسپانیا است.
وی همچنین در تیم ملی فوتبال اسپانیا بازی کرده‌است.